# 이보연
이보연은 경희대학교 의과대학 산부인과 교수이다. 인간 체세포 복제에 대한 연구를 오래전에 했으나, 황우석 교수 및 문신용 교수가 포함된 조사위원회의 조사로 인해서 더 이상의 연구를 금지당했다. 황우석 교수의 연구와 비슷하기 때문에 최근에 다시 주목을 받고 있다.
1998년 12월, 이보연 교수는 인간 체세포 복제로 4세포기까지 배양했다고 발표했다. 이것은 인간 배아를 복제한 최초의 연구 결과였으며, 세계 각국에서 비난과 우려가 쏟아졌다. 이에 대한의학회는 서울대학교 의과대학 서정선 교수를 위원장으로 조사위원회를 구성하여 경희대를 방문하여 연구성과를 면밀히 분석하였다. 황우석 교수와 문신용 교수가 조사위원으로 참여했다. 조사결과는 다음과 같다.
- 인간 배아 복제의 초기단계를 시험한 것은 사실이지만, 시험 자체의 정밀성은 미흡했다.
- 이 연구를 영국의 로슬린 연구소와 에든버러 대학교가 이미 한 것으로 착각하고, 첫 번째 연구가 갖추어야 할 형식과 책임은 피하면서 단지 세계 유수의 병원과 같은 수준의 기술을 가지고 있는 것을 홍보하려 했던 것 같다.

이 사건을 계기로 1999년 5월 대한의사협회는 생명복제연구지침을 발표하고 인간개체 복제를 목적으로 체세포나 생식세포를 복제하거나 수정 후 14일을 경과한 인간배아를 대상으로 하는 연구 등 다섯 가지 형태의 연구를 금지대상으로 명시했다. 그러나 수정 후 14일이 경과되지 않은 배아에 대한 연구는 의료윤리학자와 생명복제연구자 간에 합의가 이루어지지 않아 미합의 유보사항으로 남겨둔다고 밝혔다. (대한의사협회. 생명복제연구에 대한 대한의사협회의 입장. 대한의사협회지 1999 ; 42(9), pp. 826-829)